# Rustam Yambulatov
Rustam Yambulatov, né le 10 novembre 1950, est un tireur sportif soviétique.

## Carrière
Rustam Yambulatov participe aux Jeux olympiques de 1980 à Moscou et remporte la médaille d'argent dans l'épreuve de la fosse olympique.